# Biathlon aux Jeux olympiques de 1960
Navigation
Innsbruck 1964
L'épreuve de biathlon aux Jeux olympiques d'hiver de 1960 a lieu sur le site de McKinney Creek Stadium le 21 février 1960.

## Podium
| Épreuve          | Or             | Argent          | Bronze             |
| ---------------- | -------------- | --------------- | ------------------ |
| 20 km individuel | Klas Lestander | Antti Tyrväinen | Aleksandr Privalov |

## Tableau des médailles
| Rang | Nation           | Or | Argent | Bronze | Total |
| ---- | ---------------- | -- | ------ | ------ | ----- |
| 1er  | Suède            | 1  | 0      | 0      | 1     |
| 2e   | Finlande         | 0  | 1      | 0      | 1     |
| 3e   | Union soviétique | 0  | 0      | 1      | 1     |

## Résultats
Pour chaque cible manquée, deux minutes de pénalité sont ajoutées au temps de l'athlète.
| Rang                                | Athlète             | Pays              | Temps réel        | Pénalités (x 2 min) | Résultat final    | Retard          |
| ----------------------------------- | ------------------- | ----------------- | ----------------- | ------------------- | ----------------- | --------------- |
| Médaille d'or, Jeux olympiques      | Klas Lestander      | Suède             | 1 h 33 min 21 s 6 | 0 min (0+0+0+0)     | 1 h 33 min 21 s 6 | —               |
| Médaille d'argent, Jeux olympiques  | Antti Tyrväinen     | Finlande          | 1 h 29 min 57 s 7 | 4 min (1+1+0+0)     | 1 h 33 min 57 s 7 | + 36 s 1        |
| Médaille de bronze, Jeux olympiques | Aleksandr Privalov  | Union soviétique  | 1 h 28 min 54 s 2 | 6 min (0+0+0+3)     | 1 h 34 min 54 s 2 | + 1 min 32 s 6  |
| 4                                   | Vladimir Melanine   | Union soviétique  | 1 h 27 min 42 s 4 | 8 min (1+1+2+0)     | 1 h 35 min 42 s 4 | + 2 min 20 s 8  |
| 5                                   | Valentin Pshenitsyn | Union soviétique  | 1 h 30 min 45 s 8 | 6 min (0+1+1+1)     | 1 h 36 min 45 s 8 | + 3 min 24 s 2  |
| 6                                   | Dimitri Sokolov     | Union soviétique  | 1 h 28 min 16 s 7 | 10 min (2+0+0+3)    | 1 h 38 min 16 s 7 | + 4 min 55 s 1  |
| 7                                   | Ola Wærhaug         | Norvège           | 1 h 36 min 35 s 8 | 2 min (0+1+0+0)     | 1 h 38 min 35 s 8 | + 5 min 14 s 2  |
| 8                                   | Martti Meinilä      | Finlande          | 1 h 29 min 17 s 0 | 10 min (0+1+2+2)    | 1 h 39 min 17 s 0 | + 5 min 55 s 4  |
| 9                                   | Kuno Werner         | Allemagne unifiée | 1 h 29 min 33 s 8 | 12 min (2+1+1+2)    | 1 h 41 min 33 s 8 | + 8 min 12 s 2  |
| 10                                  | Henry Hermansen     | Norvège           | 1 h 34 min 20 s 8 | 8 min (0+0+0+4)     | 1 h 42 min 20 s 8 | + 8 min 58 s 5  |
| 11                                  | Jon Istad           | Norvège           | 1 h 36 min 53 s 5 | 8 min (1+1+2+0)     | 1 h 44 min 53 s 3 | + 11 min 31 s 9 |
| 12                                  | Tage Lundin         | Suède             | 1 h 33 min 56 s 3 | 12 min (0+2+3+1)    | 1 h 45 min 56 s 3 | + 12 min 34 s 7 |
| 13                                  | Herbert Kirchner    | Allemagne unifiée | 1 h 38 min 35 s 6 | 8 min (1+0+1+2)     | 1 h 46 min 35 s 6 | + 13 min 14 s 0 |
| 14                                  | John Burritt        | Etats-Unis        | 1 h 36 min 36 s 8 | 10 min (0+1+3+1)    | 1 h 46 min 36 s 8 | + 13 min 15 s 2 |
| 15                                  | Eero Laine          | Finlande          | 1 h 33 min 28 s 3 | 14 min (2+0+4+1)    | 1 h 47 min 28 s 3 | + 14 min 6 s 7  |
| 16                                  | Sven Agge           | Suède             | 1 h 30 min 21 s 7 | 18 min (3+3+3+0)    | 1 h 48 min 21 s 7 | + 15 min 0 s 1  |
| 17                                  | Horst Nickel        | Allemagne unifiée | 1 h 32 min 28 s 9 | 16 min (3+1+0+4)    | 1 h 48 min 28 s 9 | + 15 min 7 s 3  |
| 18                                  | Pentti Taskinen     | Finlande          | 1 h 36 min 29 s 7 | 14 min (0+3+2+2)    | 1 h 50 min 29 s 7 | + 17 min 8 s 1  |
| 19                                  | Adolf Wiklund       | Suède             | 1 h 30 min 7 s 8  | 24 min (2+3+3+4)    | 1 h 54 min 7 s 8  | + 20 min 46 s 2 |
| 20                                  | Kurt Hinze          | Allemagne unifiée | 1 h 36 min 36 s 5 | 18 min (3+2+2+2)    | 1 h 54 min 36 s 5 | + 21 min 14 s 9 |
| 21                                  | Dick Mize           | États-Unis        | 1 h 33 min 56 s 2 | 22 min (3+3+5+0)    | 1 h 55 min 56 s 2 | + 22 min 34 s 6 |
| 22                                  | René Mercier        | France            | 1 h 26 min 13 s 2 | 30 min (4+4+2+5)    | 1 h 56 min 13 s 2 | + 22 min 51 s 6 |
| 23                                  | Gustav Hanson       | Etats-Unis        | 1 h 40 min 6 s 2  | 18 min (3+3+2+1)    | 1 h 58 min 6 s 2  | + 24 min 44 s 6 |
| 24                                  | Larry Damon         | États-Unis        | 1 h 33 min 38 s 2 | 26 min (5+3+3+2)    | 1 h 59 min 38 s 2 | + 26 min 16 s 6 |
| 25                                  | Victor Arbez        | France            | 1 h 25 min 58 s 4 | 36 min (4+5+5+4)    | 2 h 1 min 58 s 4  | + 28 min 36 s 8 |
| 26                                  | Pál Sajgó           | Hongrie           | 1 h 34 min 27 s 3 | 28 min (5+3+2+4)    | 2 h 2 min 27 s 3  | + 29 min 5 s 7  |
| 27                                  | Gilbert Mercier     | France            | 1 h 29 min 16 s 6 | 34 min (4+4+4+5)    | 2 h 3 min 16 s 6  | + 29 min 55 s 0 |
| 28                                  | Paul Romand         | France            | 1 h 28 min 48 s 4 | 36 min (5+5+4+2)    | 2 h 4 min 48 s 4  | + 31 min 26 s 8 |
| 29                                  | John Moore          | Grande-Bretagne   | 1 h 40 min 50 s 8 | 28 min (4+2+4+4)    | 2 h 8 min 50 s 8  | + 35 min 29 s 2 |
| 30                                  | Norman Shutt        | Grande-Bretagne   | 1 h 45 min 36 s 5 | 26 min (2+5+3+3)    | 2 h 11 min 36 s 5 | + 38 min 14 s 9 |